# Tout pour être heureux (téléfilm)
Pour les articles homonymes, voir Tout pour être heureux (homonymie).

Tout pour être heureux est un téléfilm français réalisé par Jean-Denis Robert réalisé en 2003 et présenté au Festival de Luchon en 2004. Il dure 105 minutes.

## Synopsis
Pierre Guimard a travaillé de nombreuses années sur une plate-forme pétrolière au large de la Sibérie. Loin de ses deux enfants, Audrey et Nicolas, qu'il n'a pratiquement pas vus grandir, et de son épouse, Catherine, qui, telle une femme de marin, a appris à vivre sans lui. Cette situation est désormais révolue. Pierre prend en effet sa préretraite. Il revient. Définitivement. Entre bricolage et jardinage, il entend bien mener une existence paisible au milieu des siens. Mais sa nouvelle vie ne se révèle pas aussi facile qu'il l'avait espéré. Audrey et Nicolas lui reprochent de les avoir négligés. Quant à Catherine, elle supporte mal son irruption dans leur quotidien et critique la moindre de ses initiatives. Au lieu de s'adapter, Pierre s'enferre et multiplie les maladresses...

## Fiche technique
- Réalisateur : Jean-Denis Robert
- Scénario : Béatrice Shalit
- dialogues Joëlle Miau et Béatrice Shalit
- Musique : Pierre Allio
- Date de sortie : 26 février 2007 sur France 3

## Distribution
- François Marthouret : Pierre
- Ludmila Mikaël : Catherine
- Clémence Boué : Audrey
- Laurent Suire : Nicolas
- Olivia Brunaux : Claire
- Tom Ouvière : Jules
- Richard Guedj : Lulu
- Pierre Béziers : André
- Florence Hautier : Sandrine
- François Nguyen : Tchou-Li
- Jean-François Vlerick : Alex
- Gerald Papasian : Franklin
- Stéphane Dauch : Guillaume
- Louise Lanvin : une cliente